# Иоанникий Киприот
Патриа́рх Иоанни́кий Киприо́т (греч. Πατριάρχης Ιωαννίκιος Κύπριος; ум. 15 сентября 1657) — Патриарх Александрийский (9 июня 1645 — 15 сентября 1657).

## Биография
Родился на Кипре. Церковное служение начал в Константинопольском Патриархате. В сане митрополита Веррийского участвовал в работе Константипольских Соборов 1638 и 1644 годов. В 1639 году Патриарх Александрийский Митрофан перед смертью указал на Иоанникия как на своего преемника, однако против его кандидатуры выступил Константинопольский патриарх Кирилл II Контарис, и патриархом стал Никифор Кларонциан.
Иоанникию достался в наследство конфликт, связанный с синайским подворьем в Каире. Синайскому епископу Иоасафу удалось заручиться покровительством влиятельных лиц, прежде всего молдавского господаря Василия Лупу. Под его давлением Константинопольский Патриарх Иоанникий II разрешил в 1651 году синаитам проводить богослужения в Каире.
На стороне синаитов оказался и султан Мехмед IV (1648—1687). По жалобам синайских монахов Иоанникий подвергался преследованиям властей и в августе 1652 года был на несколько дней арестован.
В 1653 году турки разграбили синайское подворье, а Константинопольский патриарх после свержения Лупу вновь стал поддерживать Александрийского Патриарха. Был созван собой, который осудил действия синаитов, низложил Иоасафа и его иеромонахов, а монахов предал анафеме. После покаяния и обещания не служить самочинных служб в Каире, синаитам было даровано прощение.
Иоанникий неоднократно посылал свои грамоты в Россию. В них патриарх испрашивал царскую милостыню, а также писал о политических событиях на Востоке, приветствовал наступление на Польшу и даже пытался влиять на выработку внешнеполитической стратегии Москвы. В ответ продолжала приходить денежная помощь.
Скончался 15 сентября 1657 года от чумы.